# Качарава, Николай Соломонович
Николай Соломонович Качарава (1909, село Бедиа, Сухумский округ, Кутаисская губерния, Российская империя — октябрь 1986, Сухуми, Абхазская АССР, Грузинская ССР) — заведующий районным отделом сельского хозяйства Гульрипшского района Абхазской АССР, Грузинская ССР. Герой Социалистического Труда (1951).

## Биография
Родился в 1909 году в крестьянской семье в селе Бедиа Сухумского округа. После получения среднего образования обучался в Грузинском сельскохозяйственном институте, после которого трудился зоотехником в Гальском, Очамчирском, Гудаутском и Сухумском районах Абхазской АССР. С 1944 года член ВКП(б). В послевоенные годы — заведующий отделом сельского хозяйства Гульрипшского района.
В 1950 году обеспечил своей деятельностью перевыполнение в целом по Гульрипшскому району плана сбора цитрусовых плодов на 22,5 %. Указом Президиума Верховного Совета СССР от 19 апреля 1951 года удостоен звания Героя Социалистического Труда за «перевыполнение плана сбора урожая цитрулсвых плодов в 1950 году» с вручением ордена Ленина и золотой медали «Серп и Молот» (№ 5842).
Этим же указом званием Героя Социалистического Труда были награждены первый секретарь Гульрипшского райкома партии Валериан Николаевич Джикия, председатель Гульрипшского райисполкома Владимир Константинович Бечвая и главный агроном района Леван Васильевич Коркия.
В последующие годы — директор Бабушерского эфиромасличного совхоз-завода Гульрипшского района.
После выхода на пенсию проживал в Сухуми. С 1976 года — персональный пенсионер союзного значения. Умер в октябре 1986 года.
Награды
- Герой Социалистического Труда
- Орден Ленина
- Орден «Знак Почёта» (08.05.1951)
- Заслуженный зоотехник Грузинской ССР.